# Hermandad de la Oración en el Huerto (Lebrija)
La Hermandad de la Oración en el Huerto es una cofradía de culto católico instaurada en la ciudad de Lebrija, Andalucía, España con sede canónica en la parroquia de Santa María de Jesús. Realiza su Estación de Penitencia el Martes Santo dentro de los actos de celebración de la Semana Santa de Lebrija. Su nombre completo es Venerable Hermandad y Cofradía de Nazarenos de Ntro. Padre Jesús Orando en el Huerto, Stmo. Cristo de la Buena Muerte y Santa María de Jesús.

## Historia
La primera información que se conserva sobre esta hermandad data del año 1815 y plasma el estado decadente de la misma siendo una cofradía sin imágenes y con unos estatutos sin aprobación. El 27 de enero de 1868 se aprobaron las primeras reglas de la cofradía después de ser confeccionadas de nuevo al no encontrar las antiguas. El Cardenal Arzobispo de Sevilla le otorgó el título de Hermandad y Cofradía de Ntro. Padre Jesús de la Oración en el Huerto y Ntra. Madre Santa María de Jesús.
Desde sus inicios, la hermandad ha estado establecida canónicamente en la parroquia de Santa María de Jesús, antiguo convento de los Franciscanos Terceros.
En la década de 1930, bajo el liderazgo de Andrés Sánchez de Alva, la hermandad procesionaba el Martes Santo con la participación de los jornaleros a su servicio, quienes recibían un salario tanto por su labor como nazarenos como por desempeñarse como costaleros. Tras la procesión y una comida, estos debían regresar a sus cortijos. 
Tras la muerte de Andrés Sánchez de Alva, la hermandad dejó de procesionar durante algunos años. No aparece en los libros de Semana Santa de 1935 y 1936, debido, por un lado, a la falta de recursos económicos tras la pérdida de su principal benefactor, y por otro, al ambiente enrarecido que se vivía en Lebrija en los últimos años de la República.
En 1942 se incorporó a la hermandad la imagen del Santísimo Cristo de la Buena Muerte, que procesionaba los Lunes Santo. A partir de entonces, la hermandad adoptó su nombre actual. No fue hasta 1954 cuando esta imagen pasó a formar parte del cortejo del Martes Santo.
En 1981, se sustituyó la antigua talla de Jesús Orando en el Huerto por una talla esculpida por Juan Antonio "Ventura". La imagen fue bendecida en la iglesia de San Sebastian perteneciente al Monasterio de la Purísima Concepción debido a que su sede canónica estaba en obras.
En 1993, la hermandad estrenó una banda de cornetas y tambores propia bautizada con el mismo nombre. Esta banda se disolvió en años posteriores. 
En 1998, la entidad puso en marcha un torneo estival de fútbol sala de carácter cofrade, en el que compiten entre sí todas las hermandades y agrupaciones religiosas que perdura en la actualidad.
En 2017, tras veinte años, la hermandad culmina su sede social y casa de hermandad definitiva siendo entonces Hermano Mayor Braulio Sánchez del Ojo.

## Pasos e imágenes de la hermandad

### Misterio de Nuestro Padre Jesús Orando en el Huerto

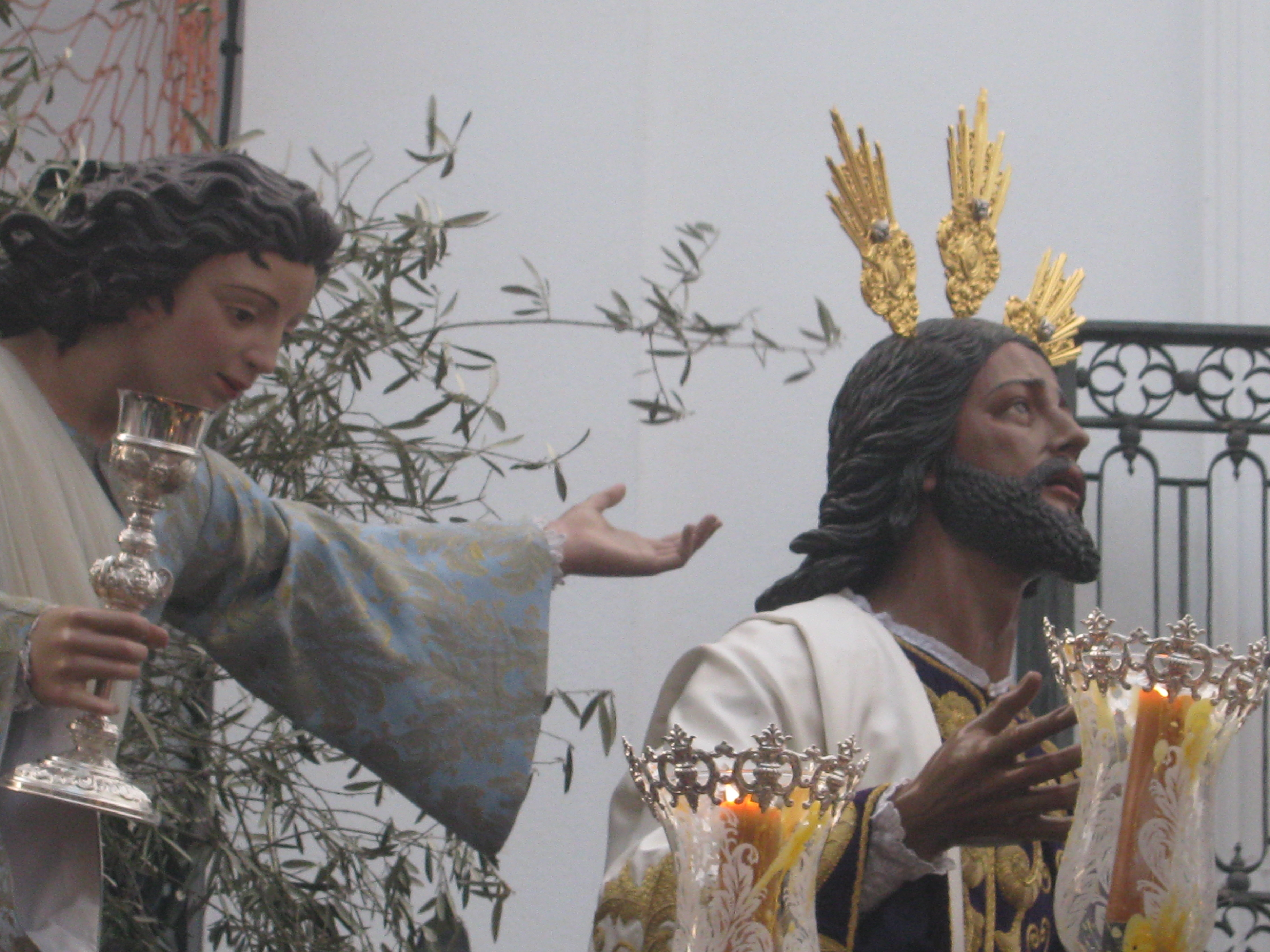
Ntro. Padre Jesús Orando en el Huerto en su paso procesional en 2012

La talla de Ntro. Padre Jesús Orando en el Huerto es una obra de Juan Antonio González "Ventura" del año 1981. Esta misma es coetánea a la talla del Señor de la Humildad de la Hermandad de la Humildad, cuya salida procesional se realiza el Miércoles Santo. La imagen muestra a Jesús de Nazaret de rodillas con la mirada al cielo y con manos en actitud de oración. 
La escena del paso de misterio recrea el pasaje de la Oración en el Huerto de los Olivos en Getsemaní. Detrás de la imagen de Jesús se encuentra la figura del Ángel Confortador, obra de Juan Herrera Cala. Ambas imágenes están acompañadas por un olivo natural. En 2017, el paso incorporó la imagen yacente del apóstol San Pedro, y al año siguiente se añadieron las de los apóstoles San Juan y Santiago, todas talladas por Manuel Luque Bonillo. Cabe destacar las vestiduras de la imagen de Jesús compuestas de túnica en terciopelo morado bordado en oro fino a realce, así como mantón en raso blanco bordado en oro. El Ángel Confortador porta túnica en tisú de plata bordada. 
El paso de misterio, realizado en madera de caoba, fue ejecutado a mediados de los años 1980 por Manuel Durán. Está iluminado por candelabros de guardabrisas y, tras una restauración y ampliación, cuenta con capacidad para 40 costaleros. La estructura se adorna con apliques de orfebrería y doce cabezas de apóstoles en miniatura, talladas y policromadas en madera. La decoración floral se compone de liatrix, anturium, calas, rosas, cardos e iris en tonos morados y malvas. 

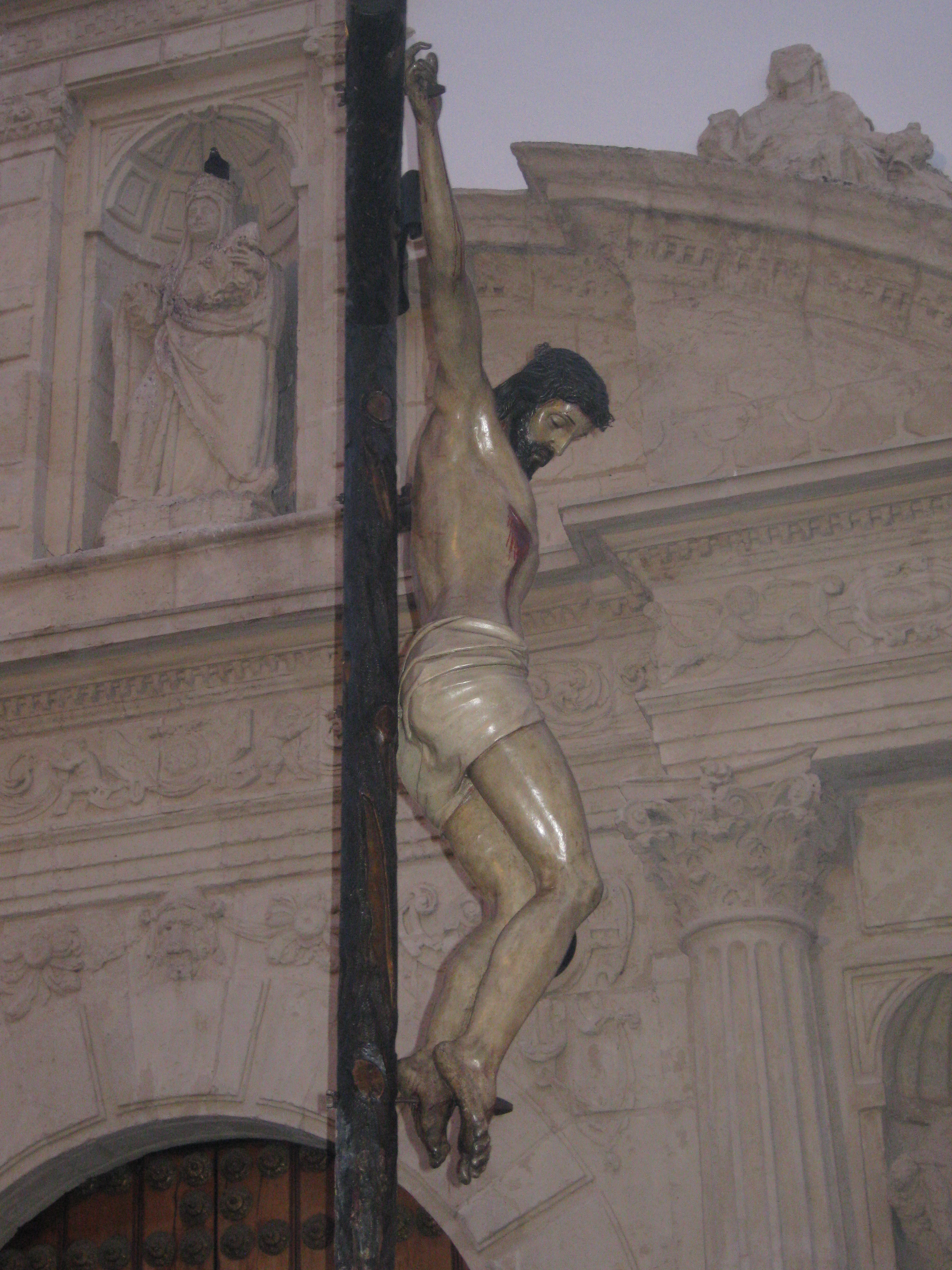
Santísimo Cristo de la Buena Muerte en su paso procesional en 2012

### Paso del Santísimo Cristo de la Buena Muerte
La talla del Santísimo Cristo de la Buena Muerte es una obra de autor desconocido, aunque se atribuye al escultor Juan Bautista Vázquez 'El Viejo' y se fecha en el último tercio del siglo XVI. Representa a Jesús muerto en la cruz.
El paso, realizado en madera de caoba, fue tallado en 1942 por los hermanos Macías. Está iluminado por cuatro hachones en forma de cisne con cera de color tiniebla. En 2016 se añadieron seis faroles y un llamador de metal plateado que representa al Arcángel San Miguel derrotando a un dragón con su espada. La cuadrilla de 24 costaleros queda oculta tras faldones negros, bordados en oro en los talleres de la hermandad. A los pies de la imagen, un monte de claveles rojos o iris morados aporta un intenso contraste a la escena.

### Paso de palio de Santa María de Jesús

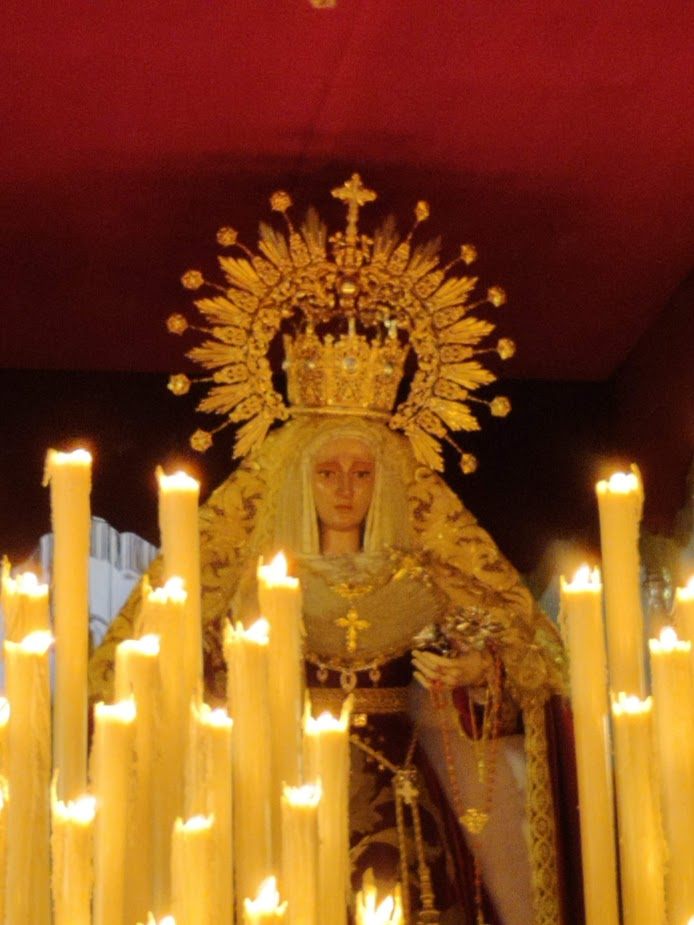
Talla de Santa María de Jesús en su paso en 2022

La imagen de Santa María de Jesús es de autor anónimo y su fecha de ejecución es desconocida debido a las numerosas transformaciones que ha sufrido a lo largo de los años. Se trata de la imagen titular no solo de la hermandad, sino también de la parroquia que lleva su nombre. Originalmente fue una imagen de Gloria, transformada en Dolorosa por el sacerdote Luis García Caro. Representa una imagen dolorosa de la Virgen María.
El paso de palio, con capacidad para 24 costaleros, está cubierto por un palio de color burdeos liso, adornado con apliques de plata de ley en su techo. El manto y los faldones comparten el mismo tono burdeos. La imagen viste una saya del siglo XIX, burdeos con bordados en oro a realce, y una toca de sobremanto bordada en oro sobre malla, realizada en los talleres de la hermandad. Sobre su cabeza, luce una corona de plata sobredorada.
La orfebrería del paso incluye respiraderos, varales, peana, candelería y candelabros, todos ellos trabajados en alpaca cincelada plateada. Como exorno floral, el paso se adorna con jacintos.